# Бейджесултан
Бейджесулта́н, Бейчесултан (тур. Beycesultan) — археологическое городище культуры Фикиртепе эпохи неолита, западноанатолийской культуры медного века, хеттского и византийского периодов. Находится на западе современной Турции в 5 километрах к юго-западу от современного города Чивриль в Турции, на излучине старого притока реки Бююк-Мендерес (древний Меандр). Место было населено длительное время, начиная с позднего халколита и до позднего бронзового века (Хеттское царство), и затем вновь во времена Византии.
Раскопки проводились в 1954—1959 гг. Британским институтом археологии в Анкаре под руководством Сетона Ллойда вскоре после первых открытий, которые сделал студент Ллойда, позднее — известный археолог Джеймс Меллаарт. Вновь раскопки в Бейджесултане проводит начиная с 2002 года Эшреф Абай.

## Раскопки
В начале 1950-х годов Джеймс Меллаарт обнаружил здесь образцы керамики в стиле «бокал шампанского» в контексте позднего бронзового века.
Сетон Ллойд начал раскопки в 1954 году и первоначально обнаружил остатки византийского города. Вскоре после этого археологи обнаружили хеттские руины — предположительно города Астарпа, известного по надписям Мурсили II.
Археологи обнаружили «ряд небольших домов, уничтоженных пожаром» и керамику в стиле «бокал шампанского». Также были обнаружены руины дворца, «план которого напоминал … Кносс», который подвергся «сильному разграблению» после разрушения:
У одного из входов во дворец обнаружено нечто вроде ванной, где посетители совершали омовение перед приёмом при дворе. Во внутренних помещениях пол на 90 см приподнят над уровнем земли. Под полом обнаружены небольшие коридоры, предположительно воздуховоды системы обогрева: данная конструкция не имеет аналогов в течение как минимум следующего тысячелетия.
За пределами дворца,
Наибольший интерес представляет ряд небольших торговых заведений. Одно из них — это пивная времён бронзового века с притопленными цистернами для вина и набором стеклянной посуды для обслуживания посетителей. Там же обнаружены игральные кости.
Находки микенской культуры в слоях Бейджесултана весьма немногочислены, чтобы привязать город к микенской хронологии, однако в тех же слоях обнаружено довольно много предметов анатолийского происхождения. Архивы письменных документов не обнаружены.